# آرش (راکت)
| راکت آرش ایران | راکت آرش ایران              |
| -------------- | --------------------------- |
|                |                             |
| نوع موشک       | راکت توپخانه‌ای              |
| تاریخچه خدمت   |                             |
| استفاده کننده  | ایران                       |
| تاریخچه تولید  |                             |
| کشور سازنده    | ایران                       |
| مشخصات         |                             |
| کالیبر         | ۱۲۲ میلی متر                |
| برد عملیاتی    | ۱۸-۴۰ کیلومتر، بستگی به مدل |

آرش مجموعه‌ای از راکت‌های توپخانه‌ای هدایت شونده ۱۲۲ میلی‌متری تولید ایران برای استفاده در راکت‌انداز روسی بی‌ام-۲۱ گراد است.

## نسل‌ها
چهار مدل  از این راکت وجود دارد که هر یک دارای مشخصات مختلفی هستند: 

آرش ۱ : برد : ۲۱٫۵ کیلومتر، طول : ۲٫۸۱۵ متر، سرعت : ۷۱۰ متر بر ثانیه

آرش ۲ : برد : ۳۰ کیلومتر، طول : ۲٫۸۱۵ متر، سرعت : ۱۰۵۰ متر بر ثانیه

آرش ۳ : برد : ۱۸ کیلومتر، طول : ۲٫۰۵۰ متر، سرعت : ۷۲۰ متر بر ثانیه

آرش ۴ : برد : ۴۰ کیلومتر، طول : ۲٫۸۹۰ متر، نوع کلاهک : HE تکه تکه شونده، توپ فولادی
مدارک  می‌گویند که آرش ۴ دارای سیستم پرتاب‌کننده متفاوت نسبت به دیگر انواع است.
همه آن‌ها از لانچرهای ۴۰ لوله‌ای شلیک می‌شوند.

## مشخصات فنی
آرش، راکت ۱۲۲ میلیمتری است که توسط سازمان تحقیقات هوافضا در ایران،‌مورد توسعه قرار گرفته است. به گفته مسئولین ایرانی، این راکت با دقت ۷ متر به هدف اصابت می کند. وزن این راکت ۶۴ کیلوگرم و از سرجنگی ۱۹ کیلویی بهره برده است. شعاع اثرگذاری آن ۲۵ متر است. این راکت از لانچر۴۰ لول پرتاب می شود.

## تاریخچه
در‌حمله‌ای‌ که از سوی گروه‌های ناشناس، به سمت پایگاه عین الاسد در اسفند ۱۳۹۹ صورت گرفت،‌ از این راکت استفاده شده بود. در این حمله یک پیمانکار آمریکایی کشته شد.

## بکار گیرنده‌ها
- ایران